# Nomazi eurasiatici
Nomazii eurasiatici sunt un grup mare de popoare din Stepa eurasiatică. Termenul se referă la grupurile etnice care  au (trăit) locuit (unii) sau mai locuiesc în stepele din Asia Centrală, Mongolia, și Europa de Est. Au domesticit calul și economia și cultura lor a pus accent pe creșterea cailor și călărie. Au dezvoltat în timp carul de război, cavaleria, și arcașii călare, introducând inovații precum frâul, căpăstrul, și scărița. Aceștia apar în istorie adesea ca invadatori ai Europei, Anatoliei și Chinei. Popoare călare este un termen generalizat și oarecum perimat pentru a descrie aceste grupuri etnice.